# キリストの幕屋

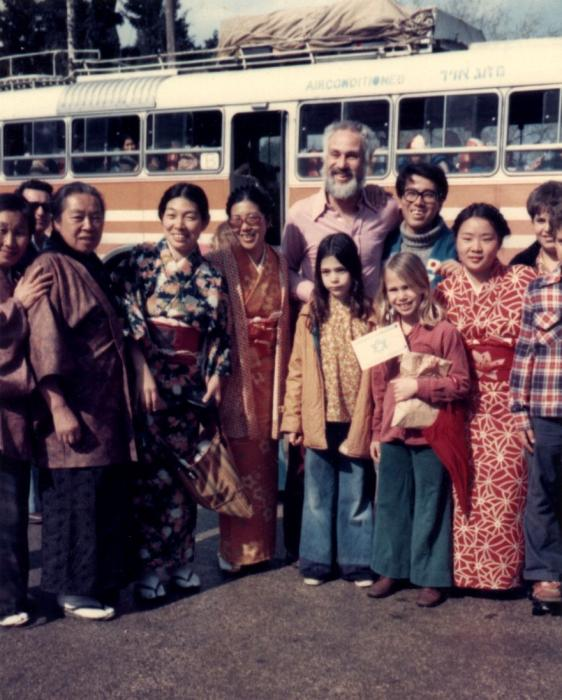
イスラエルを訪問する幕屋の信徒たち（1980年頃）

キリストの幕屋（キリストのまくや）は、日本のキリスト教系の新宗教であり、1948年に手島郁郎によって設立された。宗教法人としての届け出名はキリスト聖書塾（キリストせいしょじゅく）。
主に2世の満13歳を集め、熊本県阿蘇市にて火渡りや神への祈りなどをさせるバル・ミツワー（ユダヤ教における成人式）などを行う。幕屋結婚といわれる団体内での慣習がある。女性たちは三つ編みを頭に巻きつけたクラウン・ブレイドの髪型をしている。

## 概要
- 創始者：手島郁郎[2]
- 現代表：長原眞
- 信者数：約3000世帯[要出典]
- 立教年：1948年（昭和23年)[2]
- 崇拝対象：活けるキリスト
- 聖典・経典：旧約聖書、新約聖書
- 機関紙：『生命之光』（月刊誌、公称30万部）[要出典]

1961年（昭和36年）に宗教法人「キリスト聖書塾」として届け出ている（当初は熊本県知事所管、後に文部科学大臣所管の単立宗教法人）。

## 歴史
原始福音・キリストの幕屋（以下「幕屋」）は、1948年に手島郁郎が日本で起こした、無教会運動の1つである。「幕屋」とは、砂漠に住むイスラエルの民にとっての神が在する移動式の聖所のことである。ミッション系諸教会の厳格な教義や内村鑑三の弟子たちの無教会運動の主知主義にも不満を抱いていた手島は、1948年に自分で独自の運動を始めた。
1949年になると手島は、当初は自身と直弟子の間でのみ行っていた異言や神癒などを自身が熊本市内で主宰していた聖書研究グループの間にも導入するようになった。この事は、無教会運動のグループとの間に全面的な亀裂を生んだ。1950年にグループのメンバーに使徒行伝に書かれたような霊的現象が起こった。後にこの事件は「幕屋ペンテコステ」と呼ばれるようになる。手島は、自分の運動が無教会主義の伝統の1つに連なると主張し続けたが、内村鑑三の後継者たち（矢内原忠雄、高橋三郎ら）からは「幕屋」は異端である、無教会主義で特に強調されていた事柄（罪の赦し、キリストの復活、キリストの再臨）から手島は逸脱し、病気治しと異言に心酔している、との理由で批判が続いた。この批判のあと、手島は機関紙『生命之光』の表紙から、無教会主義に関しての言及を取りやめるようになった。土着化した日本の多くのキリスト教グループと同様に「幕屋」も、自分たちが、救いに至るための唯一のグループであるとまで強い自己主張はしていない。
運動の当初、手島は無教会主義の運動に忠実で、ヘブライ語やギリシア語による聖書研究を重視していたが、1961年に初の世界巡礼（インド、アメリカ合衆国、ギリシア、イスラエル）を行って以降、西洋教会よりも、イスラエルや特にそこに定住するユダヤ人を重視するようになった。また、手島や「幕屋」の国家主義的傾向はこの頃から強まったとされる。

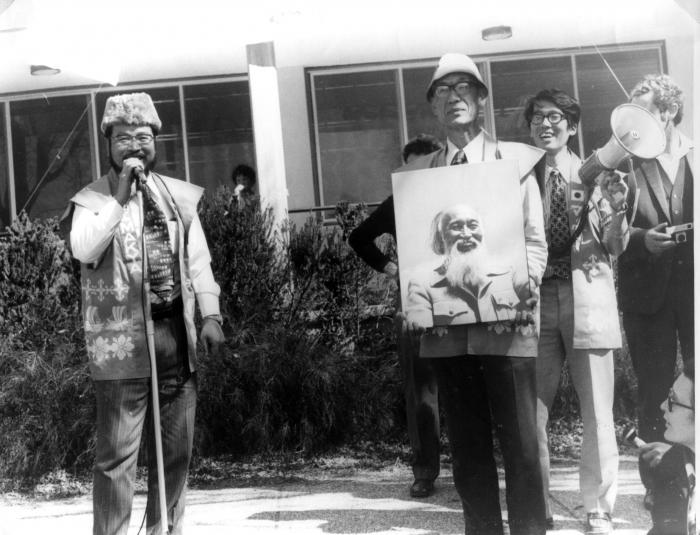
イスラエルを訪問した幕屋の巡礼団。信者の一人が手島郁郎の肖像を掲げている。

手島は翌1962年から、若い弟子たちをイスラエル留学へ送りだし、そこでヘブライ語を学ばせ、キブツでも働かせることを始めた。また、弟子を2人組にして、金も着替えも持たせずに伝道旅行に送りだすようになった。これらは、20世紀末になっても続けられている。手島とイスラエルの関係はその後も強まり、年に1度の聖地巡礼を組織した他、イスラエルの高位聖職者を定期的に「幕屋」の会合に招待したり、日本国内のユダヤ人指導者をもてなすなどした。特に、1967年の第3次中東戦争以降、手島はイスラエル国家支援のための数々の活動を行っている。
手島が1973年に亡くなった後、「幕屋」は複数の指導者によって運営されるようになった。これらの指導者の中で、最有力人物は手島の後妻である手島千代と目されている。手島の死後、彼らは更にイスラエルとの関係を強化し、キリスト教のユダヤ教的起源をより強調するようになった。例えば、1988年にはエルサレムに幕屋センターを開設し、そこで日本語講座や日本文化講座を開き、ヘブライ語研究の書籍や資料の出版社の運営や、イスラエル学者の文献の翻訳活動などを行ったことがあげられる。

## 活動
無教会主義の流れを汲み、旧約・新約聖書に学んでキリスト教の純化を願い、ヘブライ的な「イエス・キリストの原始の福音」に帰るとして「原始福音」と称している。手島は「何も原始福音というものは私の発明ではありませんから、私がお教えするというわけにはいかぬ。これは一人一人キリストの前に跪いて、キリスト御自身から自ら受け取る以外にない」という。また機関誌の巻末に掲げる「我らの信条」に現されている様に日本の伝統的な思想を日本人の先祖の心として尊重している。
生前、手島は形骸化した教会を批判したりしたが、それは、教会はキリストの体だからこそ、健全な体でいて欲しいという主張であった。また、教会組織ではなく、初代教会のようなキリストの愛によって繋ぎ合わされた有機的教会を目指した。現在も各地に幕屋があり、祈祷会などの集会を持ち、日曜日に地域ごとに集まり集会をする。
機関紙『生命之光』を毎月約10数万部発刊している。誰でも持ち帰れるように、よくガードレールやバス停などに吊るされている。また、テレビの宗教番組「生命之光」がCS衛星放送スカパー!のCh.216 ベターライフチャンネルと110度CSデジタル放送スカパー!e2のインターローカルTV194Chで放送されていた。かつては地上波でも放送されていた。

## 特徴
「幕屋」の特徴としては、多数のペンテコステ派やカリスマ運動の、継続する啓示、聖霊のバプテスマ、癒やし・悪魔払い、異言、霊界との相互作用などと、無教会主義の他には、原始キリスト教への回帰、シオニズム、ユダヤ教諸伝統、日本の民族宗教や山岳修行との混合、新国家主義があげられる。

### 異端
上述の特徴から、「幕屋」は異端であると見なされている。フリーライターの島崎愛が書いた小文によれば、「幕屋」が、他のキリスト教教団の説かない「原始福音」なる概念を重要視すること、新約聖書よりも旧約聖書を重視する傾向があること、ユダヤ教の教義に寛容であること、きわめて政治的に右派的な主張を展開することから、一般的なキリスト教からは異端とされている。一方、組織神学のキリスト論である「キリストとは誰か」の問いに答えれば旧新約聖書を土台にしており正統である。
初期の幕屋はまだカリスマ運動のはじめであり、内村鑑三の後継者たち(矢内原忠雄、高橋三郎ら)からは「幕屋」は異端と言われていた。現在、カリスマ運動を否定するキリスト教会は少ない。
上杉聰はキリストの幕屋について、宗教右派に属するとしている。

### ユダヤ教との接近
ユダヤ教との接近は、例えば、キリスト教の象徴である十字架を、ユダヤ人が象徴として用いてきたメノラー（七枝の燭台）へ置き換えた点などに見られる。その他にも、賛美歌の中にユダヤ民謡が取り入れられたり、ユダヤ教の安息日が祝福されるなどしている。

### 民俗習合
日本の民族宗教との混合に関しては、例えば、バル・ミツバと呼ばれる成人儀礼の制度化があげられる。これは、毎年春休みに全国から教団の中学生を集めて熊本や阿蘇山で行われる儀式で、その中には滝浴びをはじめとした「お禊」、熱した炭火を敷き詰めてその上を渡る火渡りなどの苦行が組み込まれている。これらの苦行は、信仰を試すために参加者全員に課されているだけでなく、年次総会の恒例行事でもある。「幕屋」によると、信仰を試すためにこのような苦行が導入されているという。

### 新国家主義
日本国内には「幕屋」以外にも、日本の土着の風習を取り入れたり、近世以前の日本の思想をキリスト教と混合した一派は数多いが、「幕屋」は新国家主義的傾向が強い点が他のグループとは異なっている。この傾向は、機関紙『生命之光』に載せられる「幕屋」の指導者たちの記事でも明瞭である。機関誌の毎号巻末において、6条からなる「われらの信条」の第1条が「我らは、日本の精神的荒廃を嘆き、大和魂の振起を願う」と書かれていることから明らかなように、政治的には極めて保守派である。
「幕屋」の国家主義的傾向が発足当初からのものだったのかどうかはよくわからないが、少なくとも1961年頃にはその傾向がはっきりとし出していたことは確かである。
手島は「幕屋」の運動の中で、キリスト教の中にユダヤ教の要素を復活させようとした他に、日本の風土への土着化を進めた。「幕屋」以外のグループによる土着化では、武士道や仏教、儒教、神道の価値観が取り入れられたのに対して、手島はもっと歴史を遡り、外来文化到来以前の古代日本の霊的世界とキリスト教とを混合した。手島は古代日本の霊性の礼賛者であり、弘法大師、法然、日蓮、白隠のような仏僧の貢献が大きかったことを認めはしたが、それ以上に古代日本を重要視した。たとえば、手島は、『古事記』や『日本書紀』に書かれた、日本人と神の霊的交わりは、聖書に現れる天使と人間の交流のことであると主張した。また手島は、古代の日本人が、霊性と神への依存という観点から模範的であるばかりでなく、真の人間らしさが志向すべきものであると主張した。
「幕屋」の新国家主義的傾向の例としては、機関紙『生命之光』での神武天皇の霊的指導力と日本国家樹立を扱った漫画の連載、
礼拝や国民の祝日での日本国旗掲揚の奨励、会員に紀元節を祝うよう求める
、自虐史観にとらわれておりアジア近隣諸国の侵略者の面を強調する傾向にあるという検定教科書に対する失望の表明、靖国神社の写真の掲載、国家のために喜んで命を捧げた日本人の自己犠牲の礼賛などがあげられる。また、「聖書を読むと民主主義の誤りがわかる」といった教えが説かれているとの報告もある。
また「幕屋」の重要な使命は、戦後の教育体系において、青少年の間に「健全なナショナリズムを育むことである」と主張している。

## 「新しい歴史教科書をつくる会」と日本会議
「幕屋」が「新しい歴史教科書をつくる会」（以下、「つくる会」と略称）と関係を強めたことや「つくる会」の集会に信者を大量動員していたことはよく知られている。。これは、「つくる会」の種子島経元会長（元副会長、元理事、元日本BMW会長）が「幕屋」の関係者であったことが大きいようである。その他にも、「つくる会」の有田正作が「幕屋」の熱烈な信者であることが知られている
「つくる会」の発足（1997年1月30日）当初に比べて、その後「幕屋」信者の割合が目立って増えた。特にその女性信者は特徴的な髪形をしている人が多いため容易に判別がついたという。真偽不明ではあるが、一時期は「つくる会」会員の約四分の一が「幕屋」の会員だった、との「つくる会」の内部情報がある。「幕屋」の信者の活動は非常に熱心で、「つくる会」に家族ぐるみで入会する、「つくる会」の教科書や西尾幹二著『国民の歴史』を自腹で何十冊も買って知人に配っていた、などの証言がある。
「幕屋」の「つくる会」への傾倒ぶりは相当だったらしい。「幕屋」の信者動員の数は尋常ではなかっただけではなく、しばしば一般来場者にも布教したり、集会会場から来場者をそのまま自分たちの施設へ連れて行こうとして問題化したりと、トラブルを引き起こした。地方支部からは、支部が「幕屋」に乗っ取られた、という声が出始めたほか、本部の方でも「幕屋」から、役員に「幕屋」の人間を入れないかと持ちかけるような状況に陥ったが、「つくる会」の内紛激化のため「幕屋」対策はできなかった。そのうちに「つくる会」の運動自体が急速にしぼんだため、「幕屋」の問題も対策する必要がなくなった。
また、「幕屋」は日本会議の構成団体の1つである他、2016年現在も北朝鮮拉致問題の解決運動に関与している。
また、「幕屋」がサンケイ会館内に中規模の集会場を持っている、少なくとも2001年頃までは藤岡信勝を講師に招いて全国で講演会を開催していたなど右派勢力との結びつきは強い。
しんぶん赤旗は、日本会議や「つくる会」、北朝鮮に拉致された日本人を救出するための全国協議会（救う会）との関連についての読者の質問に答える形で、日本会議や「つくる会」と立場が共通しているとして批判している。

## イスラエルとの交流

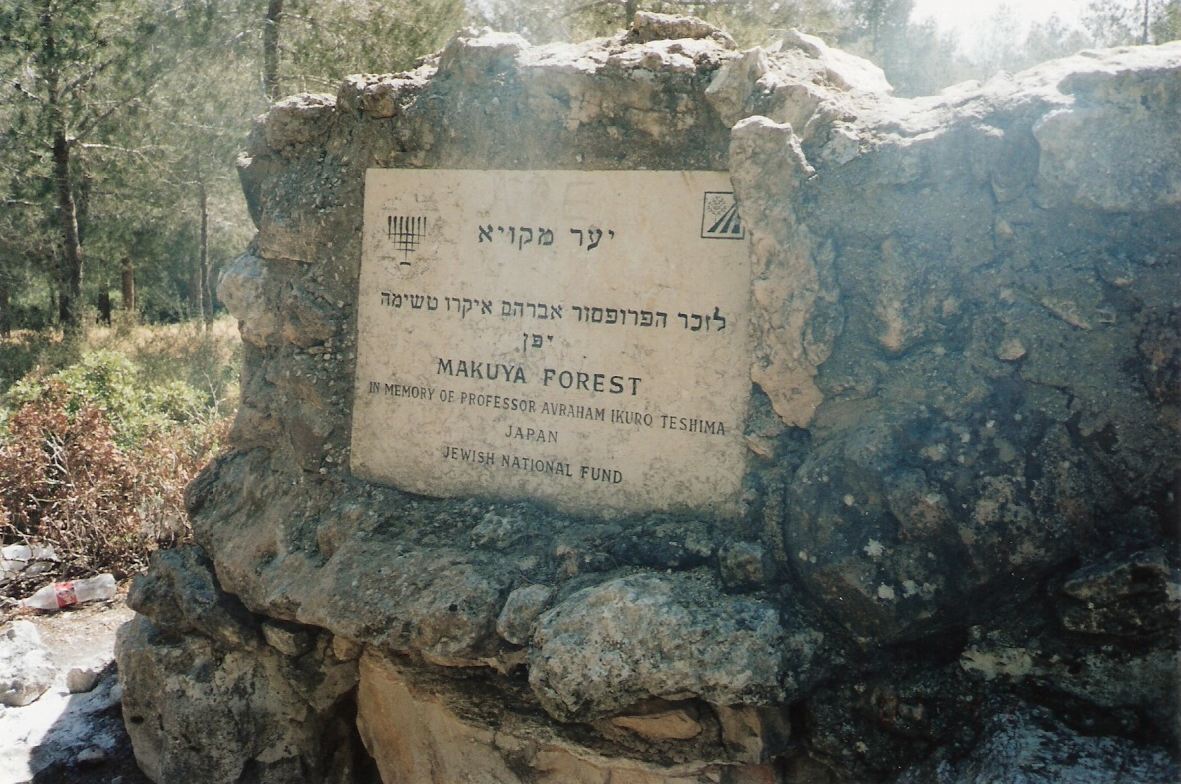
「幕屋の森」の看板（イスラエル）

手島郁郎はユダヤ系の思想家や宗教家、イスラエルの要人との交流が深く、現在でもイスラエルに巡礼団を送ったりユダヤ教との交流を行ったりしている。そのためイスラエルの国家政策に賛同することも多く、日本における代表的なシオニズム（クリスチャン・シオニズム）グループと目されている。

## ヘブライ語
キリストの幕屋の関係者たちは非常に熱心にヘブライ語を学習している。また、「キリスト聖書塾」という名称によって『ヘブライ語入門』や『現代ヘブライ語辞典』が編纂され、現在は「日本ヘブライ文化協会」という名称で、ヘブライ語の文法書や辞書が発行されている。

## 勢力
会員数や運動体の正確な数の把握は難しく、研究自体も少ないだけでなく、資料によっても値が異なる。カルロ・カルダローラ（Carlo Cardarola）の研究では、1970年代には教会員数が約六万人、家庭での聖書研究グループが約五百だったという。一方、1976年刊の『教会年鑑』では、教会員約五万人、グループ数約二百と書かれている。
手島の死後は会員数が減少し、1998年頃の推計で、教会員数約1万人、教師約100人、原始福音グループ94人（家庭集会が約500人）だという。なお、M.マリンズによると教会員数のこの推計値は若干多いかもしれないという。

## 分派
「幕屋」から分離した別の運動として「活かすキリスト・エクレシア」（天召聖兄弟団活かすキリスト・エクレシア）があげられる。この運動は、今橋淳が1966年に創始した。今橋は元々手島の弟子で、一年間イスラエルに留学してから1964年に日本に帰国し、その後「幕屋」の伝道師となったが、手島との深刻な意見の相違を見て「幕屋」から離れ、1966年に「活かすキリスト・エクレシア」（天召聖兄弟団活かすキリスト・エクレシア）を創始した。月刊の機関紙『活かすキリスト』を発行している。